# بوچوکووتسی
بوچوکووتسی (به بلغاری: Buchukovtsi) یک منطقهٔ مسکونی در بلغارستان است که در شهرستان دریانوو واقع شده‌است.